# Leo Sebastian Humer

Leo Sebastian Humer (né le 18 juillet 1896 à Bressanone, mort le 30 décembre 1965 à Bregenz) est un peintre autrichien, représentant de la Nouvelle Objectivité.

## Biographie
Il est le fils d'un fonctionnaire. Il étudie en 1918 à l'académie des beaux-arts de Munich auprès de Hugo von Habermann et de Hermann Groeber. En 1921, il conçoit une affiche pour le référendum dans le Tyrol, demandant son rattachement au Reich allemand. En 1925, il fonde à Innsbruck l'association "Waage" avec Hans Andre (de) et Wilhelm Nicolaus Prachensky. Il peint la fresque du plafond de l'église Sainte-Marie-Auxiliatrice de Bregenz et son chemin de croix.
L'année suivante, il s'installe à Düsseldorf. En 1932, il adhère au NSDAP et devient, lors de l'arrivée des nazis au pouvoir, professeur à l'académie des beaux-arts de Düsseldorf. Il se prononce pour l'exclusion de Paul Klee. En 1940, il devient professeur titulaire. Durant la Seconde Guerre mondiale, il fait partie d'une compagnie de propagande en Belgique. En 1945, après l'armistice, il est renvoyé de la fonction publique et déménage à Bregenz.

## Œuvre
L'œuvre de Leo Sebastian Humer s'étend sur trois décennies et comprend trois périodes liées à sa situation personnelle. Lorsqu'il vit dans le Tyrol, il fait des portraits dans le style expressionniste puis de la Nouvelle Objectivité. En Allemagne, il fait les commandes monumentales en plein air pour le compte du régime national-socialiste, comme les fresques au Ordensburg Krössinsee. Après la guerre, de retour dans le Vorarlberg, il peint pour l'Église catholique.

## Source de la traduction
- (de) Cet article est partiellement ou en totalité issu de l’article de Wikipédia en allemand intitulé « Leo Sebastian Humer » (voir la liste des auteurs).